# Interior Music
Interior Music es un álbum de Jean Michel Jarre, fue publicado como un lanzamiento especial para la tienda Bang & Olufsen, —establecimiento de artículos audiovisuales— en el año 2001. El álbum consiste en dos largos y atmosféricos temas; el primero "Bonjour-Hello" es un collage de sonidos con voces diciendo breves oraciones (incluyendo algunos anuncios de Bang & Olufsen) en inglés, francés y danés. El segundo tema "Whisper Of Life" es la versión instrumental del primer tema. De este álbum se produjeron sólo 1000 copias.

## Lista de temas
| N° | Tema              | Duración |
| -- | ----------------- | -------- |
| 1. | "Bonjour-Hello"   | 25:58    |
| 2. | "Whisper Of Life" | 25:56    |